# Reinbert Evers
Reinbert Evers (* 23. August 1949 in Dortmund; † 28. Oktober 2022 in Münster) war ein deutscher Gitarrist und Komponist und zählte zu den wichtigsten Initiatoren zeitgenössischer Musik.

## Leben
Evers studierte Gitarre bei Maritta Kersting an der Robert Schumann Hochschule Düsseldorf und bei Karl Scheit in Wien. Er beendete seine Studien mit Auszeichnung. Zudem besuchte er Vorlesungen in Musikwissenschaft, Germanistik und Philosophie an der Ruhr-Universität Bochum.
Im Jahr 1976 wurde er zum Professor für Gitarre an der Hochschule für Musik Detmold in Münster ernannt. In seiner pädagogischen Tätigkeit hatte er nicht das Ziel, „möglichst viele berühmte Musiker auszubilden, sondern die Persönlichkeit der Studierenden neben allen Kenntnissen so zu entwickeln, dass sie ihren eigenen Weg finden.“. Von 1995 bis Ende 2008 leitete Reinbert Evers als Dekan die Musikhochschule Münster.
„Reinbert Evers ist als einer der wenigen Gitarristen bekannt, deren Spiel in der klassischen, aber auch in der zeitgenössischen Musik höchsten Anforderungen entspricht.“ International bekannt wurde er durch die Uraufführung und anschließende Veröffentlichung auf CD der Royal Winter Music II von Hans Werner Henze im Jahr 1980 in Brüssel. Evers gilt als „einer der bedeutendsten Interpreten zeitgenössischer Musik auf seinem Instrument.“ „Zahlreiche Kompositionen für Gitarre entstanden durch seine Initiative.“ Mehr als 120 Kompositionen brachte er zur Uraufführung, darunter Werke von Dieter Schnebel, Onutė Narbutaitė, Bojidar Spassov, Sidney Corbett, Luca Lombardi, Manfred Trojahn, Jens-Peter Ostendorf, Anatol Vieru, Bojidar Dimov, Osvaldas Balakauskas (Odyssee From B To C auf dem Album Mirage von 2006), Günther Becker, Anatolijus Šenderovas (Ich habe auch Arme ausgestreckt – Mirage), Peteris Vasks, Edison Denisov, Klaus Hinrich Stahmer, Guo Wenjing, Tilo Medek, Jo Kondo, Helmut Oehring und Chen Xiaoyong. „Seine beeindruckende Diskographie und zahlreiche Rundfunkaufnahmen reichen von Johann Sebastian Bachs Lautenwerken über die Komponisten des 19. Jahrhunderts bis zur Musik von heute.“ Zu erwähnen sind seine Produktionen mit dem Flötisten Robert Aitken und dem Gitarristen Wolfgang Weigel.
Tourneereisen im Auftrag des Goethe-Institutes führten ihn durch Europa, Afrika, Asien und in die USA. Er hält international Meisterklassen und war von 1998 bis 2000 Dozent bei den Darmstädter Ferienkursen des Internationalen Musikinstitutes Darmstadt.
Er war von 1999 bis 2001 künstlerischer Leiter des Europäischen Musikfestes Münsterland und ist Vorsitzender der Gesellschaft für Neue Musik Münster. Er ist Mitbegründer von proGitarre und war von 2000 bis 2006 Programmgestalter von KlangZeit Münster. Außerdem ist er künstlerischer Leiter des Gitarrenfestivals St. Christopher Summer Festival in Vilnius und Berater des Internationalen Gitarrenfestivals Münster sowie des Festivals Münsterland.

## Tonträger
- „Klangsa(e)iten - Neue musik für Gitarre“, Werke von Wilfried Maria Danner, Fernando Grillo, Peter Michael Hamel, Mayako Kubo, Luca Lombardi, Eugen-Mihai Márton, Joe Nickerson und Klaus Hinrich Stahmer, ambitus 1993
- „Like Fire Burning - Contemporary Music for two Guitars“ (mit Wolfgang Weigel), Werke von Václav Kucera, Violeta Dinescu, Klaus Hinrich Stahmer, Joe Nickerson und Helge Jung, Proviva 1994
- „Integration“ (mit St. Christopher Chamber Orchestra, Katkus), Werke von Bronius Kutavičius, Axel Ruoff, Shih, Anatol Vieru und Theo Verbey, Ambitus 1998/99
- „Chitarra Concertante“ (mit St. Christopher Chamber Orchestra, Katkus), Werke von Luigi Legnani, Mauro Giuliani und Francesco Molino, Ambitus 2003

## Preise
- 1980: Kunstpreis der Stadt Dortmund